# Gare de Hōjōmachi
La gare de Hōjōmachi (北条町駅, Hōjōmachi-eki) est une gare ferroviaire localisée dans la ville de Kasai, dans la préfecture de Hyōgo au Japon. La gare est exploitée par la compagnie Hōjō Railway,sur la ligne Hōjō .

## Disposition des quais
La gare de Hōjōmachi est une gare disposant d'un quai et d'une voie.

| N° de voie | Ligne  | Direction |
| ---------- | ------ | --------- |
| 1          | ▆ Hōjō | Ao        |

## Gares/Stations adjacentes
| Direction Ao  | Ligne Hōjō | Ligne Hōjō | Ligne Hōjō | Direction Hōjōmachi |
| Harima-Yokota |            | Local 普通 |            | Terminus            |